# 고이누마 기요시
고이누마 기요시(일본어: 小井沼 紀芳, 1955년 6월 29일 ~ )는 일본의 외교관이다. 2016년부터 주오스트리아 특명전권대사를 맡고 있다.

## 인물
도쿄도 출신으로 1977년 외무공무원 채용 시험 합격, 이듬해 1978년 게이오기주쿠 대학 경제학부를 졸업하고 외무성에 들어갔다. 뮌헨 대학교에서 유학 생활을 했고. 1989년 8월 주독일 연방공화국 일본대사관 1등 서기관, 1991년 4월 주독일 일본대사관 1등 서기관, 1992년 8월 주베트남 일본대사관 1등 서기관 등을 역임했다.
1994년 9월 외무성 종합외교정책국 총무과 기획관, 1995년 4월 외무성 종합외교정책국 국제사회협력부 인권난민과 난민지원실장, 1997년 외무성 대신관방 영사이주부 외국인과장, 1999년 1월 주빈 국제기관 일본정부대표부 참사관, 2001년 3월 주미얀마 공사, 2003년 5월 아시아역사자료센터 차장, 2004년 8월 외무성 영사국 참사관 등을 역임했다.
외무성 대신관방 참사관, 삿포로 입국관리국장, 주독일 공사 등을 거쳐 2010년 1월 주뒤셀도르프 총영사를 역임했고 2013년 10월 11일, 주잠비아 특명전권대사, 2016년 8월 26일에 주오스트리아 특명전권대사로 부임했고 같은 해 10월 21일 주코소보 특명전권대사 겸 주마케도니아 특명전권대사를 겸임했다.

## 주요 경력
- 1977년 : 외무공무원 채용 시험 합격
- 1978년 3월 : 게이오기주쿠 대학 경제학부 졸업
- 1978년 4월 : 외무성 입성
- 1994년 9월 : 외무성 종합외교정책국 총무과 기획관
- 1995년 4월 : 외무성 종합외교정책국 국제사회협력부 인권난민과 난민지원실장
- 1997년 4월 : 외무성 대신관방 영사이주부 외국인과장
- 1999년 1월 : 주빈 국제기관 일본정부대표부 참사관
- 2001년 3월 : 주미얀마 일본대사관 참사관
- 2002년 1월 : 주미얀마 일본대사관 공사
- 2003년 5월 : 대신관방
- 2003년 5월 : 내각부 사무관, 대신관방 참사관 겸임
- 2003년 5월 : 아시아역사자료센터 차장 겸임
- 2004년 8월 : 대신관방 참사관 겸 영사국, 대신관방 국제사회협력부
- 2005년 8월 : 법무성 삿포로 입국관리국장
- 2008년 4월 : 주독일 일본대사관 공사
- 2010년 1월 : 주뒤셀도르프 총영사
- 2013년 10월 : 주잠비아 특명전권대사
- 2016년 8월 : 주오스트리아 특명전권대사
- 2016년 10월 : 주코소보, 주마케도니아 특명전권대사 겸임

## 입사 동기
- 이노마타 히로시 - 2016년에 주네덜란드 특명전권대사로 부임